# Olenecamptus zanzibaricus
Olenecamptus zanzibaricus är en skalbaggsart som beskrevs av Dillon 1948. Olenecamptus zanzibaricus ingår i släktet Olenecamptus och familjen långhorningar. Inga underarter finns listade i Catalogue of Life.